# Цибинка
Цибинка (пољ. Cybinka) је град у Пољској у Војводству Лубушком у Повјату słubicki. Према попису становништва из 2011. у граду је живело 2.826 становника.

## Становништво
Према прелиминарним подацима са пописа, у граду је 2011. живело 2.826 становника.
| 2002. | 2011. | 2012. |
| ----- | ----- | ----- |
| 2.596 | 2.826 | 2.834 |